# See think do care

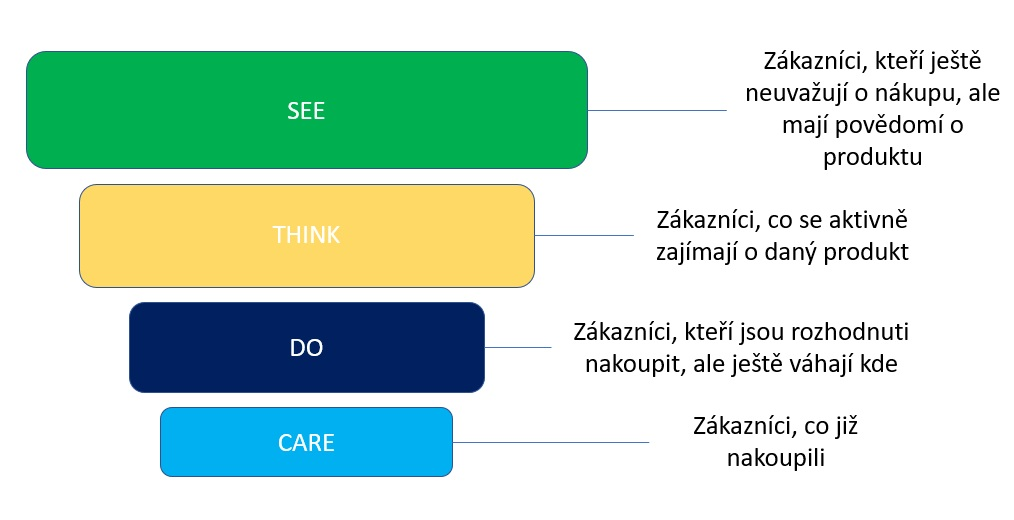
Vizualizace modelu STDC

See Think Do Care (angl. vidět - myslet - udělat - pečovat), zkráceně S-T-D-C, je obchodní schéma (framework), účinná pomůcka pro vytvoření online marketingové strategie. Jejím autorem je Avinash Kaushik, který pracuje pro společnost Google jako Digital Marketing Evangelist. 

## Popis
S-T-D-C spočívá v rozdělení nákupního cyklu zákazníka do čtyř fází. Původní koncept Kaushik vymyslel pouze jako See Think Do, což jsou chronologicky vzato fáze, které probíhají před samotným nákupem. Jednotlivé fáze by se daly shrnout přibližně takto:
See: Fáze, v níž společnost oslovuje všechny potenciální zákazníky s možným zájmem o produkty či služby, jaké daná společnost nabízí. Potenciální zákazníci v této fázi produkt nebo značku často ještě ani neznají.
Think: Zákazníci v této fázi přemýšlejí a vyhledávají informace o produktech a službách. V této fázi by měla společnost zákazníkovi poradit, v čem mu daný produkt či služba může pomoci.
Do: V této fázi jsou zákazníci rozhodnuti o nákupu určitého produktu či služby. Úkolem společnosti tedy je zákazníka přesvědčit, v čem je nabídka této společnosti nejlepší.
Care: Poslední fáze framework doplnila až později a netýká se potenciálního, ale již aktuálního zákazníka. V této fázi je úkolem společnosti ze stávajícího zákazníka učinit zákazníka loajálního. 

### Fáze See
Ve fázi See je z pohledu marketéra možno zaujmout všechny potenciální zákazníky daného produktu či služby. Zaujmout v této fázi lze třeba zajímavým obsahem na blogu či atraktivním videem. Z hlediska optimalizace vyhledávače (SEO) zákazníci v této fázi ve vyhledávačích zadávají velmi obecné výrazy. Z toho důvodu jsou PPC (Pay Per Click?) kampaně ve vyhledávací síti v této fázi nevhodné.

### Fáze Think
Ve fázi Think jsou zákazníci blíže k rozhodnutí nakoupit. Zvažují veškeré možnosti, vyhledávají informace o produktech či službách, které by pro ně mohly být vhodné. Marketér by v této fázi měl být odborníkem, který potenciálnímu zákazníkovi poskytne informace.

### Fáze Do
Zákazník ve fázi Do je rozhodnutý o koupi konkrétního produktu či služby, takže je úkolem marketéra přesvědčit zákazníka, že volba značky či společnosti, kterou zastupuje, představuje nejlepší řešení.
PPC reklama je v této fázi silným nástrojem. Zákazník již v této fázi vyhledává Long Tail výrazy, jelikož už hledá konkrétní produkt, který chce koupit. Stejně jako e-mailové newslettery, SEO optimalizace webových stránek, zbožové srovnávače nebo affiliate marketing. Méně efektivní jsou v této fázi zpravidla videa na YouTube, obsah na blogu či sociální sítě. Vzhledem ke skutečnosti, že v této fázi už je pouze otázkou, kde zákazník nakoupí, a nikoliv zda nakoupí, měly by se v této fázi měřit statistiky jako počet objednávek, konverzní poměr, zisk.

### Fáze Care
Do poslední fáze Care podle Avinashe Kaushika spadají zákazníci, kteří učinili dvě a více objednávek. V této fázi nákupního cyklu je tedy z pohledu marketingu společnosti potřeba pečovat o stávajícího zákazníka a zvyšovat tak jeho loajalitu.
Mezi vhodné marketingové nástroje v této fázi patří sociální sítě, e-mailové newslettery, články na firemním blogu pro uživatele zakoupených produktů či zřízení zákaznické podpory. Z hlediska úspěšnosti marketingových aktivit je v této fázi dobré sledovat statistiky jako počet opakovaných objednávek, čtenost článků, míra otevření newsletterů či počet reakcí na sociálních sítích.

## Příklad využití modelu
|                    | SEE                                               | THINK                                                 | DO                                              | CARE                                           |
| ------------------ | ------------------------------------------------- | ----------------------------------------------------- | ----------------------------------------------- | ---------------------------------------------- |
| Cílová skupina     | Lidé se zájmem o ekologii                         | Lidé, kteří chtějí být ekologičtější                  | Lidé, kteří si chtějí koupit ekologický produkt | Zákazník se zakoupeným ekologickým produktem   |
| Marketingový kanál | Sociální sítě                                     | Blog                                                  | PPC                                             | E-mail                                         |
| Cíl                | Získat do konce měsíce 1000 fanoušků na Facebooku | Zvýšit organickou návštěvnost na 5000 návštěv měsíčně | Získat alespoň 50 nových objednávek každý den   | Získat každý měsíc alespoň 10 nových hodnocení |
| Typ obsahu         | Zajímavosti, tipy                                 | Tematické články                                      | Cílená PPC reklama                              | E-mail s dotazem na spokojenost                |
| Frekvence          | 2x týdně na Facebooku a 3x týdně na Instagramu    | 1x týdně                                              | Vyhodnocení každý 3. den reklamní kampaně       | Po každé objednávce                            |